# Catedral de Arlesheim
La colegiata de Arlesheim, también conocida como catedral de Arlesheim (en alemán: Arlesheimer Dom) ya que fue una antigua catedral desde 1679 a 1792, es una iglesia  católica de Suiza erigida en la comuna de Arlesheim, en el cantón de Basilea-Campiña.

## Historia

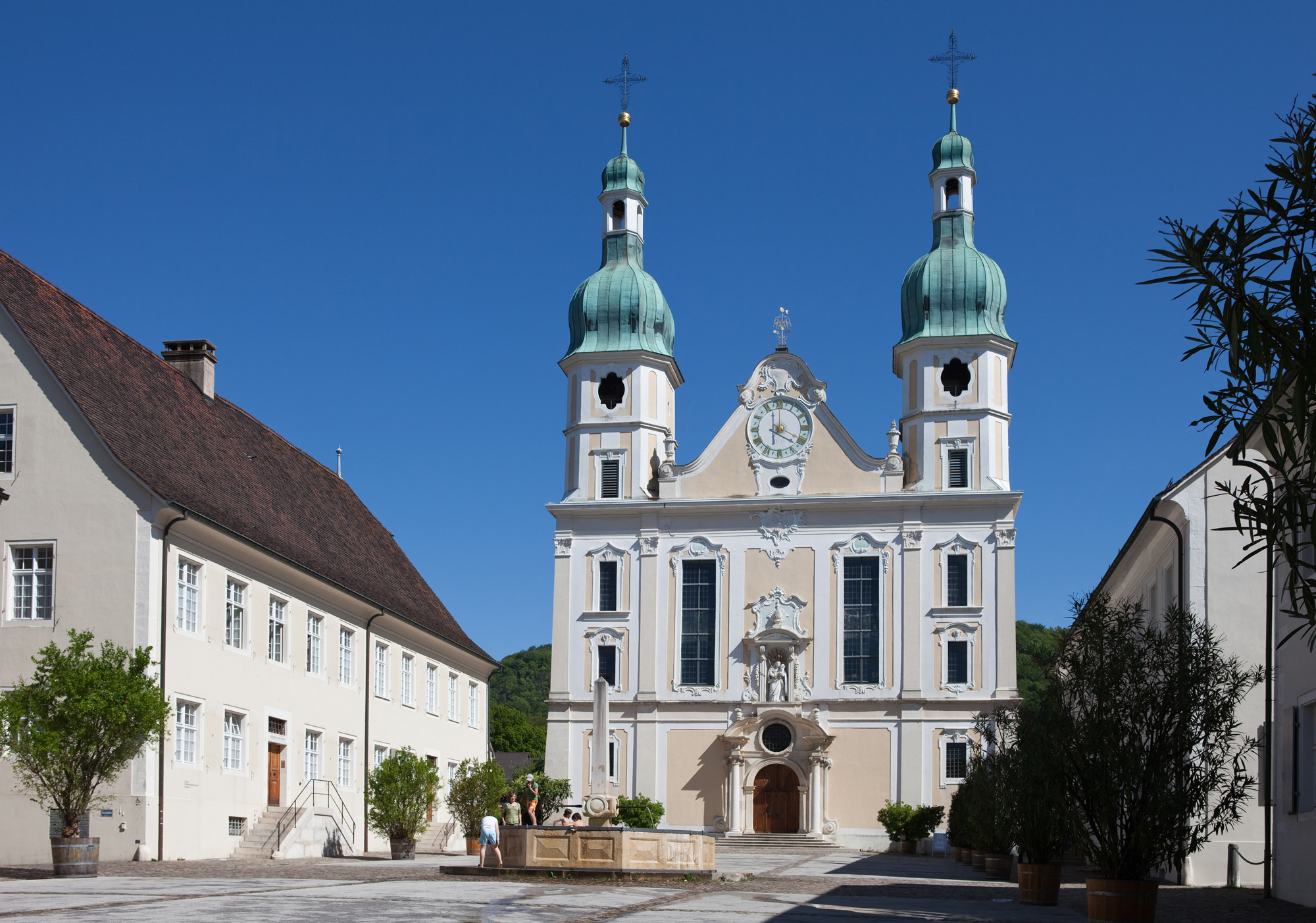
Vista exterior de la iglesia colegial

Expulsado de la ciudad de Basilea durante la reforma protestante en 1529, el príncipe-obispo huyó primero a Altkirch y después a Porrentruy. Por su parte, el capítulo de canónigos decidió trasladar su residencia desde Friburgo de Brisgovia a Arlesheim en 1679 y no en Porrentruy, entonces parte de la diócesis de Besançon, y no de la de Basilea.
La colegiata fue construida sobre los planos de Franz Demess 1679-1681 y luego rodeada, entre 1680 y 1687 por varias mansiones ocupadas por canónigos. Ochenta años después, el edificio debió ser completamente restaurado y ampliada; este trabajo será dirigido por Giacomo Angelini. En 1761, la iglesia recibió un órgano de Jean-André Silbermann, popularizado en particular por la grabación integral de la obra de Johann Sebastian Bach que hizo Lionel Rogg.
La ciudad conoció en ese momento un rápido desarrollo que se detuvo en la Revolución Francesa, cuando el príncipe-obispo Segismundo de Roggenbach debió salir e ir al exilio a Constanza, para, a continuación, volver a Friburgo en 1793. Los edificios y su contenido fueron luego subastados: la catedral sirvió sucesivamente como una bodega y un establo.
Se convirtió  en un edificio religioso otra vez en 1812, y luego fue consagrada como iglesia parroquial de la parroquia de Arlesheim. La colegiata ha sido catalogada como un Bien cultural de importancia nacional.